# Clan des Foot
 (août 2024).
Le Clan des Foot, Clan des ninjas Foot ou clan de la savate (en anglais Foot Clan) est, dans la série de comics et de dessins animés Tortues Ninja, un clan fictif de ninjas jouant le rôle d'antagoniste majeur dans la saga. Ils sont usuellement dirigés par Shredder, et plus tardivement dans certaines versions par Karai.
Ce clan est inspiré de la Main, une organisation criminelle de l'univers Marvel présente dans les comics de Daredevil. Outre la parodie évidente du nom (« foot » signifie « pied » en anglais, en opposition à la « main »), les deux organisations sont composées de ninjas, pratiquent la magie noire et sont des organisations criminelles influentes.

## Comics
Dans le comic original, le Clan Foot fut un Clan de Ninjas jadis fondé dans le Japon féodal par deux hommes, nommés Sato et Oshi. Dans le comic, il est révélé que Raphael, ironiquement, est en partie responsable de cette création : ayant voyagé dans le temps à une époque antérieure à la création du clan, il a rencontré Sato et Oshi, et, ignorant qui ils étaient, leur a enseigné le ninjutsu. Après son départ, les deux hommes fondèrent le Clan, mais se promirent de ne jamais mentionner à leurs recrues que la pratique leur avait été enseignée par une « étrange créature à carapace ».
Le Logo du Clan Foot est le dessin d'un pied gauche. Dans les tomes 3 et 4 de New Tales of the TMNT, ils sont présentés comme ayant des connaissance en magie, y compris pour ressusciter les Morts.
Le Clan Foot est le Clan de guerriers et d'assassins le plus redouté au Japon. Hamato Yoshi et Oroku Nagi en étaient tous deux membres, jusqu'au jour où ils se battirent pour l'amour d'une femme nommée Tang Shen, combat s'achevant par la mort de Nagi. Déshonoré, Yoshi fut exilé à New York, tandis que le frère de Nagi, Oroku Saki, fut adopté par le Clan et entraîné comme un redoutable ninja. Lorsqu'il fut prêt, Saki fut envoyé à New York pour fonder la branche Américaine du Clan. Sous son commandement, il suffit d'un an pour que cette branche devienne un groupe puissant et redouté.
Mais Saki cherchait aussi à venger son frère, et, prenant l'identité de Shredder, assassina Yoshi. Une décennie plus tard, les Tortues Ninja défièrent Shredder dans un duel pour venger Yoshi. Shredder envoya ses ninja les combattre, mais ils ne firent pas le poids contre les Tortues et furent vaincus. Shredder combattit les Tortues à son tour, et, bien qu'il ait été plus doué qu'eux, fut finalement tué en tombant du haut d'un bâtiment avec une bombe.
Après la mort de Shredder, les Foots américains se divisèrent, et les soldats commencèrent à se battre contre la garde d'élite de Shredder. Karai, une chef du Clan au Japon, arriva sur place pour mettre fin à cette guerre interne. Elle s'attira l'aide des Tortues Ninja en échange de la promesse que le Clan Foot ne tenterait plus jamais de venger la mort de Shredder. Après la réussite, cette trêve est toujours en application dans le Volume 4 du comic.
Dans le Volume 4, les Foot reçurent un contrat de sécurité de la part d'extra-terrestres nommés Utrom, ces derniers n'ayant pas d'armes de police et les Foots étant doués au corps à corps. À un certain point de l'histoire, de mystérieux guerriers Aztèques commencèrent à attaquer le Clan partout dans le monde. Karai informa ensuite Leonardo que la branche new-yorkaise du Clan Foot était tout ce qui en restait.

## Série animée de 1987
Dans la première série animée, le Clan des Foot a jadis été fondé par Shredder dans le Japon féodal. Hamato Yoshi et Oroku Saki étaient tous deux membres de ce Clan, jusqu'à ce que le second chasse ce premier en le faisant accuser de tentative de meurtre sur un chef, se libérant ainsi la voie pour prendre la tête du Clan. Saki, désormais devenu Shredder, déplaça ensuite le Clan aux États-Unis et s'allia à l'alien Krang, dont la base, nommée Technodrome, devint le QG du Clan. Il fit ensuite remplacer les ninja du clan par des robots. À l'inverse du comic, le symbole du Clan est un Pied droit.
Et les robots utilisent des armes lasers aussi et parfois des armes ninjas.
Au cours de la série, Shredder songe à créer des robots plus performants et intelligents avec la technologie de la Dimension X, qui seraient autonomes, conscients et capable de prendre des décisions seuls. L'idée fut abandonnée lorsque le prototype de groupe de ce type, Alpha 1, se rebella contre son créateur.
Pour les créateurs de la série, l'idée des soldats-robots avait pour but de permettre aux Tortues Ninja d'utiliser leurs armes sans effusion de sang, afin de passer outre à la censure télévisuelle.

## Films
- Dans la série de films adaptés de la série, le Clan des Foot est un gang créé par Shredder venant du Japon, mais qui a récemment atteint New York. Ce gang a une influence néfaste chez beaucoup de jeunes, un peu à la manière d'une secte. Shredder possède aussi un bras droit nommé Tatsu.
- Dans le film de 2007, Le Clan des Foot est dirigé par Karai à la suite de la mort de Shredder. Le clan travaille pour Max Winters alias Yaotl.
- Dans le film de 2014, les soldats foots ont une allure de commando et Karai n'est pas la fille adoptive de Shredder mais sa lieutenante et elle utilise une arme à feu.
- Dans Ninja Turtles 2, le clan est de retour.

## Série animée de 2003
Dans la série de 2003, le Clan des Foot rappelle davantage son incarnation dans le comic : ici, il a été créé au Japon féodal par Shredder, et est une organisation secrète et influente de ninja. Le Shredder de cette série étant en réalité un Utrom, les Foot sont équipés d'une technologie et de connaissances scientifiques largement en avance sur celles des humains. Le symbole du Clan est un emblème rouge rappelant vaguement une flamme où l'empreinte d'un dragon. Le Clan possède aussi une sous-division, un gang new-yorkais nommé les Dragons Mauves, et dirigé par le second de Shredder, Hun (ce dernier séparera par la suite le gang des Foot).
Le Clan des Foot inclut un grand nombre de ninja, hiérarchisés en plusieurs catégories :
- Les Ninja Foot : les soldats "normaux", les plus nombreux et les premiers vus. Ce sont les moins puissants, généralement vite battus par les Tortues excepté s'ils sont nombreux. Ils portent des combinaisons noires à cagoules, et se battent usuellement avec des sabres, shurikens et quelques autres armes. Après l'arrivée de Karai à New York, les Ninja Foot reçoivent un entraînement spécial, et deviennent plus difficiles à vaincre pour les Tortues.
- Les Foot Techniciens : les individus responsables des appareils et de la technologie. Ils sont rarement vus en train de combattre, se chargeant du travail des lignes arrières.
- Les Ninja Tech: des Foot améliorés cybernétiquement par Baxter Stockman (bien qu'il ne soit pas clairement dit s'il s'agit de cyborgs ou de simples robots), de façon à être bien plus forts, agiles et résistants que des humains normaux. Ils sont dotés d'un équipement les rendant capables de devenir invisibles, mais ne les rend pas indétectable pour les autres sens. Leur tenue diffère assez peu de celle des Ninja Foot.
- La Garde d'Élite : l'escouade personnelle de Shredder. Contrairement aux deux précédents, ils se distinguent radicalement des autres en termes de tenue, portant des chapeaux typiquement asiatiques, des capes rouges, des yeux rouges et des armes variées, mais incluant plusieurs lances. Il n'y en a qu'une poignée, mais ils sont incroyablement plus doués que les autres, et sont capables d'apparaître et de disparaître à volonté dans un nuage de fumée. Durant la guerre civile suivant l'apparente mort de Shredder, ils prirent un temps le contrôle des restes épars du Clan des Foot.
- Les Foot Mécha : initialement un projet prototype entrepris par Hun, consistant à créer des ninjas robotiques basés sur les exosquelettes Utroms. Seuls huit environ purent être construits, dont un à l'effigie de Splinter et les deux autres à celles du Président des États-Unis et du premier ministre du Royaume-Uni. Celui à l'effigie de Splinter fut envoyé pour tenter de piéger les Tortues, mais finalement détruit par le tricératon Zog, tandis que les autres furent anéantis à la fin du double épisode. L'appellation Foot Mécha est plus tard réutilisée par Karai pour désigner d'autres effectifs, des robots géants pilotés par des hommes du Clan.
- Les Foot Mystics: cinq démons dotés de puissants pouvoirs, chacun ayant des capacités basées sur un élément précis (Feu, Eau, Vent, Terre et Métal). Ces créatures servaient à l'origine le Shredder Tengu, jusqu'à la défaite de ce dernier. Après cela, le Shredder Utrom utilisa une amulette, le Cœur de Tengu, pour les soumettre à son service. L'amulette passe par la suite à Karai, jusqu'à ce que les Foot Mystics, las d'obéir à celle qu'ils voient comme une « petite fille », s'arrangent pour que le Cœur de Tengu soit volé puis détruit. Libérés, ils quittent le Clan des Foot et entreprennent de ressusciter le Shredder Tengu. Ils sont détruits peu avant leur maître.
- Personal Aides: les 2 sbires de Karai.
- Cyber Foot Ninja: un groupe de soldat de Cyber Shredder and Master Khan.
- Scuba Foot Ninja: des hommes grenouilles soldat.
- Foot Police: des forces de sécurité commandité par schreder.
- Large Foot Ninja: le plus baraquer des soldats.
- Feudal Foot Ninja: des anciens soldats.

## Série animée de 2012
Le symbole du clan est aussi un pied droit.
Les ninjas Foot sont plus humains que les versions précédentes (dans la saison 2 ils sont dévoilés que ce sont des androïdes intelligents, autonomes, conscients, performant et capable de prendre des décisions).
Schredder est le meurtrier de la famille de Hamato Yoshi.
Karai est la fille adoptive de Schredder. (Elle agit de la vraie fille de maitre Yoshi.)
Chris Bradford est un célèbre champion d'art martiaux qui est membre des Foot et devint un chien mutant surnommé Dogpound. (devint Rashar à la seconde mutation).
Xever un des disciples qui devint un poisson mutant surnommé Fishface et se renomme Mr.X.
Les dragons Pourpres sont des hommes de mains de Schredder.
Baxter Stockman est capturé par Dogpound pour la collaboration en raison de son interférence de leur affaire.(Trahi le clan plusieurs fois et ré exploiter et il devint une mouche mutante surnommé Baxterfly et redevint un humain.)
Timothy est un cobaye qui est pulvériseur et devint mutagen man a la mutation.
Les kraangs sont en collaboration avec le clan.
Tiger Claw est un nouvel homme de main, un mutant tigre en vérité il se dénomme Takeshi.
Ivan Steranko est un trafiquant d'arme qui a la clientèle nommé Shreeder et le clan des foots et il est collecteur de pièce antique et sera changer en rhinocéros mutant surnommé Rocksteady pour avoir commandité le vol du casque de Shreeder.
Anton Zeck est un maitre cambrioleur au service de Ivan Steranko et sera changer en sanglier mutant surnommé Bebop pour le vol du casque de Schreeder.
Hun est le vrai chef des dragons pourpres et il est redoutable que la version 2003.
Don Vizioso est un mafieux italien-américain a la solde du clan avec les Fulci Twins. (Ils trahiront le clan avec la xénophobie des mutants et seront arrêter par les autorités.)
Koga Takuza est le fondateur du clan dans le passé. (Tué par Kavaxas)
Hachiko est le chien de Shredder qui croque Chris Bradford qui devint Dogpound en contact de son égratignure avec la mutagène.
Kavaxas est un démon qui apparaîtra dans la saison 5. (Il trahira le clan mais sera banni par Schredder qui se sacrifie avec lui.)

## Publications
- 2018 : Teenage Mutant Ninja Turtles - Les Tortues Ninja : L'Histoire secrète du Clan Foot, Hi Comics,  (ISBN 978-2-378-87093-5).